# Giải vô địch bóng đá CONCACAF 1985
Giải vô địch bóng đá CONCACAF 1985 là Cúp bóng đá Bắc, Trung Mỹ và Caribe lần thứ tám, diễn ra từ 24 tháng 2 đến 14 tháng 9 năm 1985, giải đấu có 9 đội tuyển tham gia, chia làm 3 bảng 3 đội để chọn ra 3 đội đứng đầu bảng giành quyền vào vòng trong. Đây cũng là vòng loại Giải vô địch bóng đá thế giới 1986. Canada giành chức vô địch đầu tiên sau khi vượt qua đương kim vô địch Honduras ở lượt trận cuối để giành quyền tham dự giải vô địch bóng đá thế giới 1986.

## Vòng chung kết

### Vòng bảng

#### Bảng 1
| Thứ hạng | Đội         | Pts | Pld | W | D | L | GF | GA | GD |
| -------- | ----------- | --- | --- | - | - | - | -- | -- | -- |
| 1        | Honduras    | 6   | 4   | 2 | 2 | 0 | 5  | 3  | +2 |
| 2        | El Salvador | 5   | 4   | 2 | 1 | 1 | 7  | 2  | +5 |
| 3        | Suriname    | 1   | 4   | 0 | 1 | 3 | 2  | 9  | −7 |

Honduras giành quyền vào vòng trong.
| Suriname | 0 – 3 | El Salvador                                       |
| -------- | ----- | ------------------------------------------------- |
|          |       | Mauricio Alfaro · Ever Hernandez · Wilfredo Huezo |

| El Salvador                        | 3 – 0 | Suriname |
| ---------------------------------- | ----- | -------- |
| José María Rivas · Baltazar Zapata |       |          |

| Suriname        | 1 – 1 | Honduras      |
| --------------- | ----- | ------------- |
| Rinaldo Entingh |       | Eduardo Laing |

| Honduras              | 2 – 1 | Suriname        |
| --------------------- | ----- | --------------- |
| José Roberto Figueroa |       | Kenneth Stewart |

| El Salvador      | 1 – 2 | Honduras                       |
| ---------------- | ----- | ------------------------------ |
| José María Rivas |       | Roberto Bailey · Eduardo Laing |

| Honduras | 0 – 0 | El Salvador |
| -------- | ----- | ----------- |
|          |       |             |

#### Bảng 2
| Thứ hạng | Đội       | Pts | Pld | W | D | L | GF | GA | GD |
| -------- | --------- | --- | --- | - | - | - | -- | -- | -- |
| 1        | Canada    | 7   | 4   | 3 | 1 | 0 | 7  | 2  | +5 |
| 2        | Guatemala | 5   | 4   | 2 | 1 | 1 | 7  | 3  | +4 |
| 3        | Haiti     | 0   | 4   | 0 | 0 | 4 | 0  | 9  | −9 |

Canada giành quyền vào vòng trong.
| Canada                              | 2 – 0 | Haiti |
| ----------------------------------- | ----- | ----- |
| Igor Vrablic 30' · Mike Sweeney 41' |       |       |

| Canada                 | 2 – 1 | Guatemala |
| ---------------------- | ----- | --------- |
| Dale Mitchell 22', 43' |       | Gómez 66' |

| Haiti | 0 – 1 | Guatemala |
| ----- | ----- | --------- |
|       |       | Estrada   |

| Guatemala    | 1 – 1 | Canada            |
| ------------ | ----- | ----------------- |
| B. Pérez 42' |       | Dale Mitchell 39' |

| Haiti | 0 – 2 | Canada                               |
| ----- | ----- | ------------------------------------ |
|       |       | Dale Mitchell 14' · Igor Vrablic 56' |

| Guatemala                                                            | 4 – 0 | Haiti |
| -------------------------------------------------------------------- | ----- | ----- |
| Raúl Chacón 44' · Galindo 48' · Juan Manuel Funes 62' · B. Perez 71' |       |       |

#### Bảng 3
| Thứ hạng | Đội                | Pts | Pld | W | D | L | GF | GA | GD |
| -------- | ------------------ | --- | --- | - | - | - | -- | -- | -- |
| 1        | Costa Rica         | 6   | 4   | 2 | 2 | 0 | 6  | 2  | +4 |
| 2        | Hoa Kỳ             | 5   | 4   | 2 | 1 | 1 | 4  | 3  | +1 |
| 3        | Trinidad và Tobago | 1   | 4   | 0 | 1 | 3 | 2  | 7  | −5 |

Costa Rica giành quyền vào vòng trong.
| Trinidad và Tobago | 0 – 3 | Costa Rica                 |
| ------------------ | ----- | -------------------------- |
|                    |       | Lacey · Nobrega · Williams |

| Costa Rica | 1 – 1 | Trinidad và Tobago |
| ---------- | ----- | ------------------ |
| Vlate      |       | De Noon            |

| Trinidad và Tobago | 1 – 2 | Hoa Kỳ                          |
| ------------------ | ----- | ------------------------------- |
| Fonrose            |       | Chico Borja · Mark Peterson 89' |

| Hoa Kỳ             | 1 – 0 | Trinidad và Tobago |
| ------------------ | ----- | ------------------ |
| Paul Caligiuri 15' |       |                    |

| Costa Rica        | 1 – 1 | Hoa Kỳ   |
| ----------------- | ----- | -------- |
| Oscar Ramírez 42' |       | Keer 44' |

| Hoa Kỳ | 0 – 1 | Costa Rica            |
| ------ | ----- | --------------------- |
|        |       | Evaristo Coronado 35' |

## Vòng cuối
| Thứ hạng | Đội        | Pts | Pld | W | D | L | GF | GA | GD |
| -------- | ---------- | --- | --- | - | - | - | -- | -- | -- |
| 1        | Canada     | 6   | 4   | 2 | 2 | 0 | 4  | 2  | +2 |
| 2        | Honduras   | 3   | 4   | 1 | 1 | 2 | 6  | 6  | 0  |
| 3        | Costa Rica | 3   | 4   | 0 | 3 | 1 | 4  | 6  | −2 |

Canada giành quyền tham dự giải vô địch bóng đá thế giới 1986.
| Costa Rica                              | 2 – 2 | Honduras                                                           |
| --------------------------------------- | ----- | ------------------------------------------------------------------ |
| Alvaro Solano 19' · Johnny Williams 81' |       | José Roberto Figueroa 8' (ph.đ.) · Porfirio Armando Betancourt 24' |

| Canada    | 1 – 1 | Costa Rica   |
| --------- | ----- | ------------ |
| James 58' |       | Williams 12' |

| Honduras | 0 – 1 | Canada           |
| -------- | ----- | ---------------- |
|          |       | George Pakos 58' |

| Costa Rica | 0 – 0 | Canada |
| ---------- | ----- | ------ |
|            |       |        |

| Honduras                                                                 | 3 – 1 | Costa Rica             |
| ------------------------------------------------------------------------ | ----- | ---------------------- |
| Porfirio Armando Betancourt 40' · José Roberto Figueroa 51', 66' (ph.đ.) |       | Alexandre Guimaraes 7' |

| Canada                              | 2 – 1 | Honduras                        |
| ----------------------------------- | ----- | ------------------------------- |
| George Pakos 15' · Igor Vrablic 61' |       | Porfirio Armando Betancourt 49' |

### Vô địch
| Vô địch Cúp Vàng CONCACAF 1985 Canada Lần thứ nhất |

## Vua phá lưới
5 bàn
- José Roberto Figueroa

4 bàn
- Dale Mitchell

3 bàn
- Porfirio Armando Betancourt
- Johnny Williams
- Igor Vrablic